# Reichenbachtal
Reichenbachtal este o arie protejată (arie specială de conservare — SAC, sit de importanță comunitară — SCI) din Germania întinsă pe o suprafață de 21,62 ha, integral pe uscat.

## Localizare
Centrul sitului Reichenbachtal este situat la coordonatele 50°12′14″N 8°27′55″E / 50.2039°N 8.4653°E.

## Înființare
Situl Reichenbachtal a fost declarat sit de importanță comunitară în iunie 2000 pentru a proteja 3 specii de animale. Situl a fost protejat și ca arie specială de conservare în martie 2008.

## Biodiversitate
Situată în ecoregiunea continentală, aria protejată conține 9 habitate naturale: Cursuri de apă de la nivel de câmpie la nivel montan, cu vegetație Ranunculion fluitantis și Callitricho-Batrachion, Formațiuni ierboase bogate în specii de Nardus, dezvoltate pe substraturi silicioase în zone montane (și în zone submontane, în Europa continentală), Pajiști cu Molinia pe soluri calcaroase, turboase sau argilos-nămoloase (Molinion caeruleae), Liziere de ierburi înalte hidrofile de câmpie și de nivel montan până la alpin, Fânețe de joasă altitudine (Alopecurus pratensis, Sanguisorba officinalis), Fânețe montane, Păduri de fag Luzulo-Fagetum, Păduri pe pante, grohotișuri și ravene de Tilio-Acerion, Păduri aluvionare cu Alnus glutinosa și Fraxinus excelsior (Alno-Padion, Alnion incanae, Salicion albae).
La baza desemnării sitului se află mai multe specii protejate de  păsări (3): ciocănitoarea de stejar (Dendrocopos medius), sfrâncioc roșiatic (Lanius collurio), ciocănitoare verzuie (Picus canus).
Pe lângă speciile protejate, pe teritoriul sitului au mai fost identificate 7 specii de plante, 1 specie de păsări, 1 specie de amfibieni, 3 specii de nevertebrate, 2 specii de reptile.